# Teritorium Kansas
Teritorium Kansas (anglicky: Kansas Territory) bylo organizované začleněné území Spojených států amerických, které existovalo od 30. května 1854 do 29. ledna 1861, kdy východní část se stala státem Unie jako stát Kansas.
Teritorium se rozprostíralo od hranic s Missouri až ke Skalnatým horám a od 37. po 40. poledník. Většina východní části regionu je teď státem Colorado. Teritorium Colorado bylo vytvořeno 28. února 1861 s cílem spravovat západní části bývalého teritoria Kansas.

## Kansas Nebraska Act
Teritorium Kansas bylo ustanoveno zákonem Kansas-Nebraska Act 30. května 1854, kdy vzniklo teritorium Nebraska a teritorium Kansas. Vznik Kansaského teritoria se uskutečnil v čase, kdy stejný počet státu USA otroctví povolilo, resp. zakázalo. Missourský kompromis z roku 1820 ustanovil toto rozdělení, když otroctví v Missouri bylo povoleno, ale severně od 36. rovnoběžky bylo zakázáno. Tato rovnováha byla ale prolomena zákonem z roku 1854, který povoloval občanům teritoria Kansas, aby sami rozhodli o statusu budoucího státu.

## Přistěhovalectví
V průběhu několika dnů po schválení zákona Kansas-Nebraska Act, stovky lidí z Missouri překročili hranice do sousedního teritoria. 10. června 1854, Missourijci měli míting ve Salt Creek Valley, obchodní stanici 3 mile od Fort Leavenworth. Na mítingu prohlásili, že upřednostňují skutečnost, aby byl Kansas otrokářským státem. Před prvním příchodem přistěhovalců ze svobodných států téměř každá lokalita podél řeky Missouri byla obsazena přistěhovalci ze západního Missouri.
V roce 1854 nastal příliv přistěhovalců ze svobodných státu, včetně Nové Anglie, Iowy, Ohia a dalších státu Středního západu. Protože osadníci z Missouri začali obsazovat území blízko hranice, osadníci ze svobodných státu byli přinuceni zakládat svá sídla ve vnitrozemí Kansaského teritoria.
Politické srážky na téma zavedení otroctví vyvrcholili násilinými akty, které vyústili až v drancování. Tyto politicky motivované konflikty v teritoriu Kansas mu dali název Bleeding Kansas a byli předehrou Občanské války.

## Ústava státu Kansas
První zvolená vláda teritoria Kansas z roku 1855 podporovala otroctví, výsledek voleb byl ale odmítnut protiotrokářskými sílami jako podvod. Tisíce podporovatelů otroctví bylo přivezeno do Kansasu z Missouri s cílem ovlivnit volby. V následujících letech byli předloženy čtyři návrhy ústav. První návrh z roku 1855, takzvaná Topeka Constitution, zakazovala otroctví, byl ale odmítnut americkým Senátem. Tehdejší vláda tedy připravila v roce 1857 nový návrh, který otroctví povoloval. Poslední dvě ústavy z let 1858 (Leavenworth Constitution) a 1859 (Wyandotte Constitution) zakazovali otroctví. Poté jak americký Senát návrh z roku 1858 neschválil, byla schválena ústava Wyandotte Constitution, která od přijetí Kansasu do Unie v roce 1861 slouží jako základ právního systému Svobodného státu Kansas (Free State Kansas).